# Anagyrus fraternus
Anagyrus fraternus is een vliesvleugelig insect uit de familie Encyrtidae. De wetenschappelijke naam is voor het eerst geldig gepubliceerd in 1910 door Perkins.